# Пакальцдорп (ПАР)
Пакальцдорп (англ. Pacaltsdorp) — населений пункт в районі Еден, Західна Капська провінція, ПАР. Пакальцдорп розташований у передмісті міста Джордж.
| Прапор ПАР | Це незавершена стаття про Південно-Африканську Республіку. Ви можете допомогти проєкту, виправивши або дописавши її. |

34°01′ пд. ш. 22°27′ сх. д. / 34.017° пд. ш. 22.450° сх. д.